# Daniel Lawitzke
Daniel Lawitzke (29 de febrero de 1984) es un deportista alemán que compitió en remo.
Ganó dos medallas de plata en el Campeonato Mundial de Remo, en los años 2014 y 2015, en la prueba de cuatro scull ligero.

## Palmarés internacional
| Campeonato Mundial | Campeonato Mundial       | Campeonato Mundial | Campeonato Mundial  |
| Año                | Lugar                    | Medalla            | Prueba              |
| ------------------ | ------------------------ | ------------------ | ------------------- |
| 2014               | Ámsterdam (Países Bajos) | Medalla de plata   | Cuatro scull ligero |
| 2015               | Aiguebelette (Francia)   | Medalla de plata   | Cuatro scull ligero |